# Persès (fils de Persée)
Pour les articles homonymes, voir Persès.

Dans la mythologie grecque, Persès est un des fils de Persée et d'Andromède. Il aurait été laissé à la charge de Céphée, roi des Éthiopiens et père d'Andromède, et serait par la suite devenu l'ancêtre éponyme des Perses.

## Source
- Pseudo-Apollodore, Bibliothèque [détail des éditions] [lire en ligne] (II, 4, 4-5).